# Justin Phillip Reed
Justin Phillip Reed (* 5. Juni 1989 in Florence, South Carolina) ist ein US-amerikanischer Lyriker und Essayist.

## Leben
Reed studierte an der Washington University in St. Louis.
Reed veröffentlichte als Autor mehrere Bücher. In verschiedenen Magazinen veröffentlichte er Poesiewerke. 2018 erhielt Reed den National Book Award für sein Buch Indecency. Reed wohnt in St. Louis, Missouri.
 

## Werke (Auswahl)

### Bücher
- A History of Flamboyance (2016)
- Indecency (2018)
- The Malevolent Volume (2020)

### Ausgewählte Poesie
- BOAAT: "Every Cell in This Country…"
- Dreginald: "Quarantyne"
- Foundry: "When I Was a Man"
- Guernica: “The Hang-Up”
- Lambda Literary: "Minotaur"
- Nashville Review: "Beneficence"
- Paperbag: “The Telemachy” & 3 more
- PEN America: "The Bastard's Crown" & 1 more
- Poetry Foundation: “In a Daydream of Being the Big House Missus”
- Poets.org: "About the Bees"
- The Adroit Journal: "Exit Hex"
- The New York Times Magazine: "Theory for Expansion"
- The Offing: "When I Am the Reaper"
- The Shade Journal: "Head of Medusa"
- The Shallow Ends: "When What They Called Us Was Our Name"
- The Southeast Review: “Considering My Disallowance”
- Tupelo Quarterly: "South Carolina is / shaped like a heart […]"
- Vinyl: "|p|l|e|a|s|"
- wildness: "When I Had the Haint"
- Winter Tangerine Review: "Open Season"

### Essays
- Black Warrior Review: "Villainy"
- Catapult: "Killing Like They Do in the Movies"
- Catapult: "Melancholia, Death Motion, and the Makings of Marilyn Manson"
- The Rumpus: "The Double Agency of Will Smith in Sci-Fi"

## Auszeichnungen und Preise
- 2018: National Book Award for Poetry für Indecency
- 2019: Lambda Literary Award for Gay Poetry für Indecency